# Vjosa Osmani
Vjosa Osmani (Kosovska Mitrovica, 17. svibnja 1982.), kosovska pravnica i političarka. Obnaša dužnost predsjednice Republike Kosovo od 4. travnja 2021.
Bivša je predsjednica skupštine Kosova od 3. veljače 2020. do 22. ožujka 2021. Dužnost privremene Predsjednice Kosova preuzela je 5. studenoga 2020. po sili ustava Republike Kosova, nakon što je tadašnji Predsjednik Kosova Hashim Thaçi podnio neopozivu ostavku na tu dužnost, nakon što ga je Haški sud optužio za ratne zločine počinjene nad Srbima na Kosovu u razdoblju između 1998. i 2000.

## Životopis
Rođena je 1982. godine u Mitrovici, na Kosovu. Osnovnu i srednju školu završila je s u rodnom gradu. Završila je pravo na Sveučilištu u Prištini, na kojemu je predavala predmete iz područja međunarodnog prava. Predavala je i u Sjedinjenim Američkim Državama predmet „Izgradnja države i pravo: kosovsko iskustvo”. 
Diplomirala je stipendijom Ministarstva obrazovanja. 2004. dobila je stipendiju za završetak magisterija na Sveučilištu u Pittsburghu. 2005. godine Sveučilište u Pittsburghu dva puta joj je dodijelilo Nagradu za izvrsnost za budućnost.[nedostaje izvor] 2009. godine ponovno je osvojila punu stipendiju za doktorski studij prava na istom sveučilištu.
Osmani je trenutno predsjednica Skupštine Kosova od 5. veljače 2020. godine, a na parlamentarnim izborima na Kosovu 2019. godine bila je kandidatkinja svoje stranke za premijerku. Ranije je obnašala dužnosti predsjednice Odbora za vanjske poslove, dijasporu i strateška ulaganja, te potpredsjednice Odbora za ustavne reforme na Kosovu.  
Udana je i majka dviju kćeri blizanki. Pored albanskog govori i engleski, turski, španjolski i srpski jezik.

## Politička karijera
Osmanina politička karijera započela je u njenim tinejdžerskim godinama, kad je bila aktivistica LDK-a. Dana 27. kolovoza 2009. izabrana je za šeficu ureda tadašnjeg predsjednika Republike Kosovo, Fatmira Sejdiua.  
Poznata je po svom doprinosu neovisnosti Kosova, upravo po doprisu Međunarodnom sudu pravde, gdje je u to vrijeme bila dio kosovske vlade u obrani zakonitosti neovisnosti Kosova, slučaju u kojem je Kosovo pobijedilo Srbiju. U tom je procesu Osmani bila predstavnica Kosova.